# غودمان إيس
غودمان إيس (بالإنجليزية: Goodman Ace)‏ هو كاتب سيناريو أمريكي، ولد في 15 يناير 1899 في كانساس سيتي في الولايات المتحدة، وتوفي في 25 مارس 1982.

## وصلات خارجية
- غودمان إيس على موقع IMDb (الإنجليزية)
- غودمان إيس على موقع الموسوعة البريطانية (الإنجليزية)
- غودمان إيس على موقع ألو سيني (الفرنسية)
- غودمان إيس على موقع أول موفي (الإنجليزية)
- غودمان إيس على موقع قاعدة بيانات الأفلام السويدية (السويدية)
- غودمان إيس على موقع قاعدة بيانات الفيلم (الإنجليزية)
- غودمان إيس على موقع كينوبويسك (الروسية)